# Vizcondado de Miralcázar
El vizcondado de Miralcázar es un título nobiliario español creado el 17 de febrero de 1676 por el rey Carlos II en favor de Álvaro Bernaldo de Quirós y Molina, II marqués de Monreal.
Su denominación hace referencia a la localidad de Cabañas de la Sagra —señorío del primer titular—, que durante un tiempo se llamó «Miralcázar».

## Vizcondes de Miralcázar
|                                  | Titular                              | Periodo                |
| Creación por Carlos II           | Creación por Carlos II               | Creación por Carlos II |
| -------------------------------- | ------------------------------------ | ---------------------- |
| I                                | Álvaro Bernaldo de Quirós y Molina   | 1676-c. 1710           |
| II                               | Gabriel Bernaldo de Quirós y Velasco | ¿?-1744                |
| Rehabilitación por Juan Carlos I |                                      |                        |
| III                              | Joaquín Álvarez Montes               | 1983-1996              |
| Título caducado                  |                                      |                        |

## Historia de los vizcondes de Miralcázar
- Álvaro Bernaldo de Quirós y Molina (1661-c. 1710), I vizconde de Miralcázar, II marqués de Monreal, caballero de la Orden de Santiago y diplomático español en Génova.[2]

Casó en 1679, en la ciudad de Cuenca, con Estefanía de Velasco y Ramírez de Arellano (1658-1696), hija de los condes de Siruela. Le sucedió su único hijo:
- Gabriel Bernaldo de Quirós y Velasco (1680-1744), II vizconde de Mirálcazar, III marqués de Monreal, caballero de la Orden de Alcántara. Desempeñó, a lo largo de su vida, numerosos cargos militares: maestre de campo del primer tercio de infantería española, ayudante de campo del rey, teniente coronel del regimiento de caballería de Extremadura, alférez y luego subteniente de la guardia de corps, brigadier, mariscal de campo, comandante general del Campo de Gibraltar etc.[3]

Casó en 1712, en Madrid, con Luisa de Cancabannne y Vallac, con quien tuvo un hijo, Juan Bautista.
La rehabilitación del título se solicitó el 26 de marzo de 1915 y el 30 de septiembre de 1920, en ambas ocasiones sin éxito. Nuevamente, el 16 de septiembre de 1971 (BOE del 9 de diciembre), una petición en ese mismo sentido fue cursada por Vicente de Olmedilla y Muguiro. El 18 de abril del año siguiente (BOE del día 28), la subsecretaría del ministerio de Justicia lo convocó a él y a María del Carmen Bernaldo de Quirós y Gutiérrez, que también reclamaba el título, a fin de que pudiesen «alegar (...) lo que crean convenir a sus respectivos derechos». Finalmente, la rehabilitación recayó en otro interesado, Joaquín Álvarez Montes, por decreto del 2 de octubre de 1981, publicado en el BOE del 5 de diciembre del mismo año, y carta de sucesión expedida en 1983:
- Joaquín Álvarez Montes y Bernaldo de Quirós (n. 1941), III vizconde de Miralcázar, caballero de la Real Hermandad de Infanzones de Illescas, de la Ilustre Hermandad de Caballeros y Damas Mozárabes de Toledo, de la Real Cofradía de Caballeros Cubicularios de San Ildefonso y San Atilano, de la Orden del Santo Sepulcro e hidalgo a fuero de España.[8]

Dejó de ser vizconde de Miralcázar cuando un real decreto del 7 de mayo de 1996, publicado en el BOE del 6 de junio, revocó la expedida en 1981 y canceló la consecuente carta de rehabilitación del título.